# Uzkoje (przystanek kolejowy)
Uzkoje (ros. Узкое) – przystanek kolejowy w miejscowości Nowoje Uzkoje w rejonie dubrowskim, w obwodzie briańskim, w Rosji. Położony jest na linii Briańsk – Smoleńsk.